# Dünsen
Dünsen település Németországban, azon belül Alsó-Szászország tartományban. Lakosainak száma 1220 fő (2023. december 31.). Dünsen Beckeln és Harpstedt községekkel határos.

## Népesség
A település népességének változása:
| Lakosok száma | 1181 | 1172 | 1196 | 1166 | 1149 | 1220 | 1220 |
|               | 2014 | 2016 | 2017 | 2019 | 2021 | 2022 | 2023 |